# Мори (Тренто)
Мори (итал. Mori) је насеље у Италији у округу Тренто, региону Трентино-Јужни Тирол.
Према процени из 2011. у насељу је живело 7705 становника. Насеље се налази на надморској висини од 204 м.

## Становништво
Према резултатима пописа становништва 2011. у општини је живело 9.456 становника.
| 1931. | 1936. | 1951. | 1961. | 1971. | 1981. | 1991. | 2001. | 2011. |
| ----- | ----- | ----- | ----- | ----- | ----- | ----- | ----- | ----- |
| 6.349 | 6.453 | 7.035 | 7.209 | 7.498 | 7.924 | 8.049 | 8.471 | 9.456 |